# Estanho de Vielha
Estanho de Vielha este o arie protejată (arie specială de conservare — SAC, sit de importanță comunitară — SCI) din Spania întinsă pe o suprafață de 28,88 ha, integral pe uscat.

## Localizare
Centrul sitului Estanho de Vielha este situat la coordonatele 42°42′34″N 0°48′52″E / 42.7095°N 0.8144°E.

## Înființare
Situl Estanho de Vielha a fost declarat sit de importanță comunitară în noiembrie 1996 pentru a proteja 1 specie de plante și 8 specii de animale. Situl a fost protejat și ca arie specială de conservare în decembrie 2013.

## Biodiversitate
Situată în ecoregiunea alpină, aria protejată conține 1 habitat natural: Formațiuni montane de Cytisus purgans.
La baza desemnării sitului se află mai multe specii protejate:
- plante (1): Luronium natans
- păsări (3): cinteză (Fringilla coelebs), pițigoi de brădet (Periparus ater), pănțărușul (Troglodytes troglodytes)
- mamifere (4): Galemys pyrenaicus, vidră de râu (Lutra lutra), liliac cu urechi de șoarece (Myotis blythii), urs brun (Ursus arctos)
- nevertebrate (1): fluturele auriu (Euphydryas aurinia)

Pe lângă speciile protejate, pe teritoriul sitului au mai fost identificate 3 specii de amfibieni, 5 specii de mamifere, 4 specii de reptile.